# Methia pallidipennis
Methia pallidipennis är en skalbaggsart som beskrevs av Linsley 1942. Methia pallidipennis ingår i släktet Methia och familjen långhorningar. Inga underarter finns listade i Catalogue of Life.